# Esperia Football Club 1924-1925
Questa pagina raccoglie i dati riguardanti l'Esperia Football Club nelle competizioni ufficiali della stagione 1923-1924.

## Stagione
Nella stagione 1924-1925 l'Esperia disputò il girone B del campionato di Seconda Divisione, ottenne il decimo posto che la retrocesse in Terza divisione. La retrocessione non smorzò l'entusiasmo degli esperini, ma fece riflettere la dirigenza sulla necessità di un cambiamento che avvenne con l'auspicata fusione con il Como F.B.C., già ventilata nei mesi precedenti. 
Dopo una stagione disputata in Terza Divisione, la sera del 21 maggio 1926, l'assemblea dell'Esperia riunita al Ristorante Cervetta votò all'unanimità, 115 voti su 115 aventi diritto di voto, lo scioglimento del club e la nascita dell'Associazione Calcio Comense quale conseguenza della fusione con il Como F.B.C.

## Rosa
| N. |                   | Ruolo | Calciatore         |
| -- | ----------------- | ----- | ------------------ |
|    | Italia (bandiera) | C     | Germano Audisio    |
|    | Italia (bandiera) | C     | Egidio Bazzini     |
|    | Italia (bandiera) | A     | Achille Bordoli    |
|    | Italia (bandiera) | C     | Cesare Butti       |
|    | Italia (bandiera) | D     | Riccardo Camporini |
|    | Italia (bandiera) | C     | Amedeo Casartelli  |
|    | Italia (bandiera) | C     | Pierino Castelli   |
|    | Italia (bandiera) | P     | Giovanni Costa     |
|    | Italia (bandiera) | A     | Bruno Croci        |

| N. |                   | Ruolo | Calciatore              |
| -- | ----------------- | ----- | ----------------------- |
|    | Italia (bandiera) | D     | Dell'Oca                |
|    | Italia (bandiera) | C     | Fontana                 |
|    | Italia (bandiera) | A     | Federico Gatti          |
|    | Italia (bandiera) | A     | Gabriele Locatelli      |
|    | Italia (bandiera) | C     | Carlo Marelli           |
|    | Italia (bandiera) | A     | Giuseppe Ronchetti (II) |
|    | Italia (bandiera) | D     | Paolo Sala              |
|    | Italia (bandiera) | C     | Angelo Sonvico          |